# Lamberto Landi
Lamberto Landi (Lucca, 2 settembre 1882 – Lucca, 6 luglio 1950) è stato un compositore italiano e direttore di conservatorio.
È stato per vari anni direttore dell'istituto di alta formazione musicale "Luigi Boccherini" di Lucca avendo anche un rapporto di amicizia con Giacomo Puccini e fu proprio grazie al suo aiuto che riuscì ad affermarsi nella società musicale del tempo ed esporre le sue opere nei più grandi teatri italiani.

## Biografia
Nacque nel 1882 da Alessandro Landi e Mery Lippi. Nel corso della sua attività ha composto diverse opere, pezzi per pianoforte e per orchestra vedendole rappresentate nei più famosi teati d'Italia, molte anche al Teatro alla Scala di Milano. 
Iniziò a studiare musica presso l'istituto musicale della sua città. Si trasferì in seguito a Milano dove fu allievo dei maestri Saladino e Coronaro e si diplomò in composizione all'età di 26 anni. Nel 1909 diresse al Teatro del Giglio di Lucca il Lohengerin di Wagner. Iniziò quindi la carriera di compositore e direttore d'orchestra e nel 1910 vide rappresentata la sua prima opera, "Bianca". Vi furono tredici recite di Bianca consistenti nell'accorpamento di "Scene liriche in un atto" (composta nel 1907 da Landi) abbinate a Cavalleria rusticana di Mascagni, apprezzate per il contrasto tra la delicatezza dell'opera del Landi e la sanguinosa opera di Mascagni.
Tornato a Lucca si dedicò all'insegnamento presso la scuola di musica di San Michele a Pescia e in seguito insegnando canto corale al conservatorio "G.Pacini" (poi Boccherini). Nel 1913 "Il pergolese" venne acquisito e pubblicato dall'editore Sonzogno e rappresentato alla fine della grande guerra a Milano. Nel 1922 Giacomo Puccini apprezzò molto "Laurette" candidandola al concorso governativo dello stesso anno. Al massimo del suo successo, lo stesso Puccini gli propose di iniziare a insegnare al conservatorio di Milano ma Landi non se la sentì di lasciare la famiglia rimanendo a Lucca e continuando a insegnare al conservatorio di Lucca del quale diverrà direttore negli anni a venire. Ad un anno dalla morte di Puccini, ebbe luogo al Teatro del Giglio la commemorazione e venne eseguito il suo poema sinfonico. Nel periodo della seconda guerra mondiale, Landi compose altre opere tra cui "La gorgona", inedite e, sfortunatamente, mai rappresentate. In quegli anni il maestro iniziò la sua carriera di direttore del conservatorio di Lucca. Successivamente, nel 1947, compose "Nelly", il suo più grande ed anche ultimo successo, che esordì al Teatro del giglio e venne rappresentato solo un anno dopo a Milano e Piacenza. 
Si spense all'età di 62 anni, reso invalido da una forma precoce della malattia di Parkinson.
È sepolto nel cimitero urbano di Lucca nella tomba della famiglia Landi.
Nello stesso cimitero gli è stato dedicato un ritratto sulla parete del famelio insieme alle più importanti personalità lucchesi.
Tutti i manoscritti originali delle sue opere sono custoditi nel palazzo natale dalla famiglia Landi.

## Monumenti
Nel conservatorio di Lucca sono presenti vari monumenti alla sua memoria: un busto, un medaglione e il suo nome inciso sulle pareti della hall insieme a quelli dei maggiori musicisti lucchesi. È inoltre presente un monumento su una parete del Teatro del Giglio e una targa sulla facciata del palazzo natale. In località Ponte a Moriano (Lucca) gli è stata dedicata una via che ha preso il suo nome.

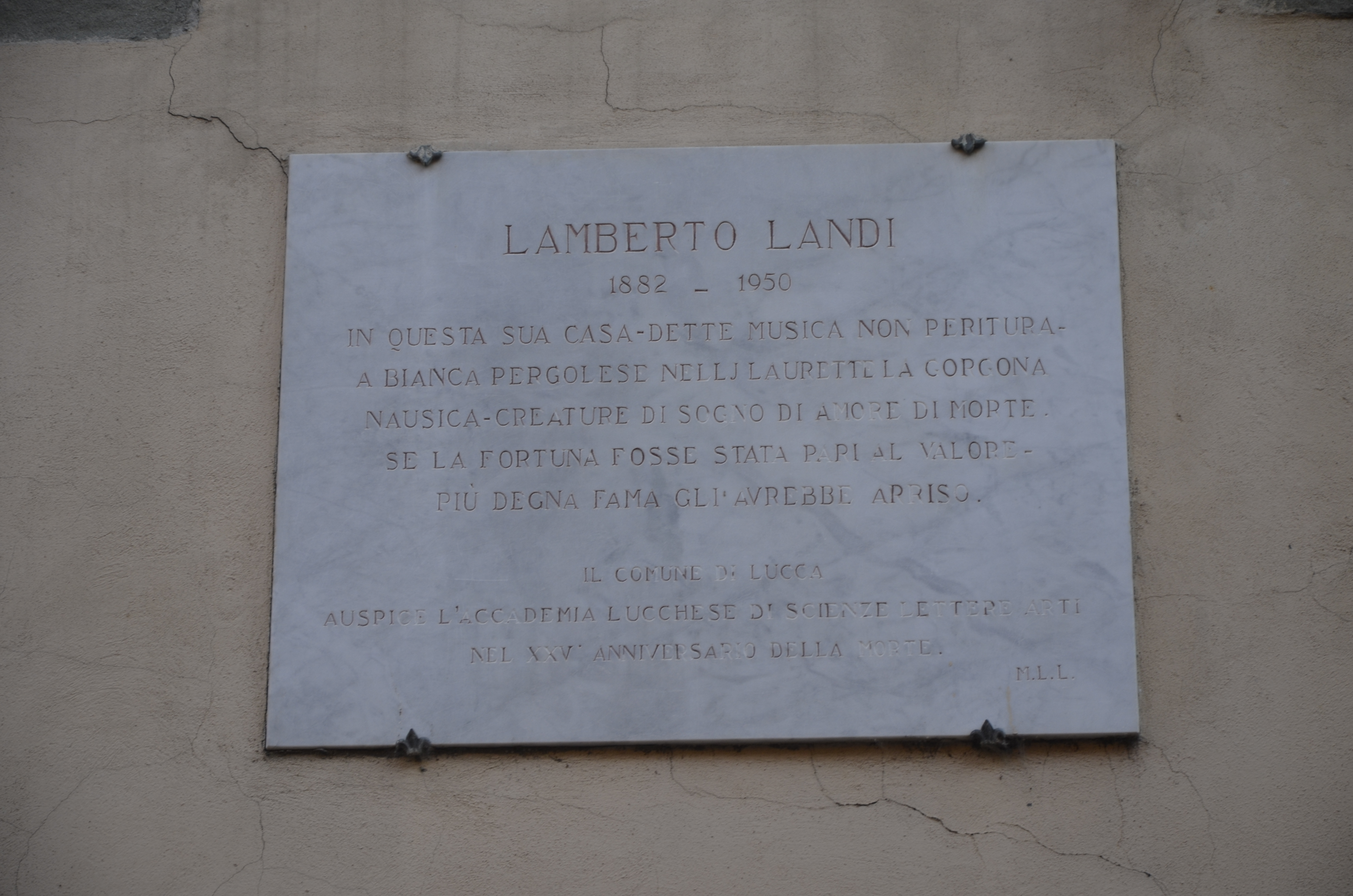
La lapide sulla facciata del palazzo natale

È stato significativo l'impegno dei figli Sandro, Gabriella, Maria, Silvana e soprattutto Anna nell'organizzazione di rappresentazioni postume delle sue opere e nella creazione di monumenti alla sua memoria.

## Opere parziali
- Bianca (1910)
- Il Pergolese (1914)
- Nelly (1916, rappresentata nel 1947)
- Laurette (1922)
- Gorgona
- Nausica